# Dienstverlening

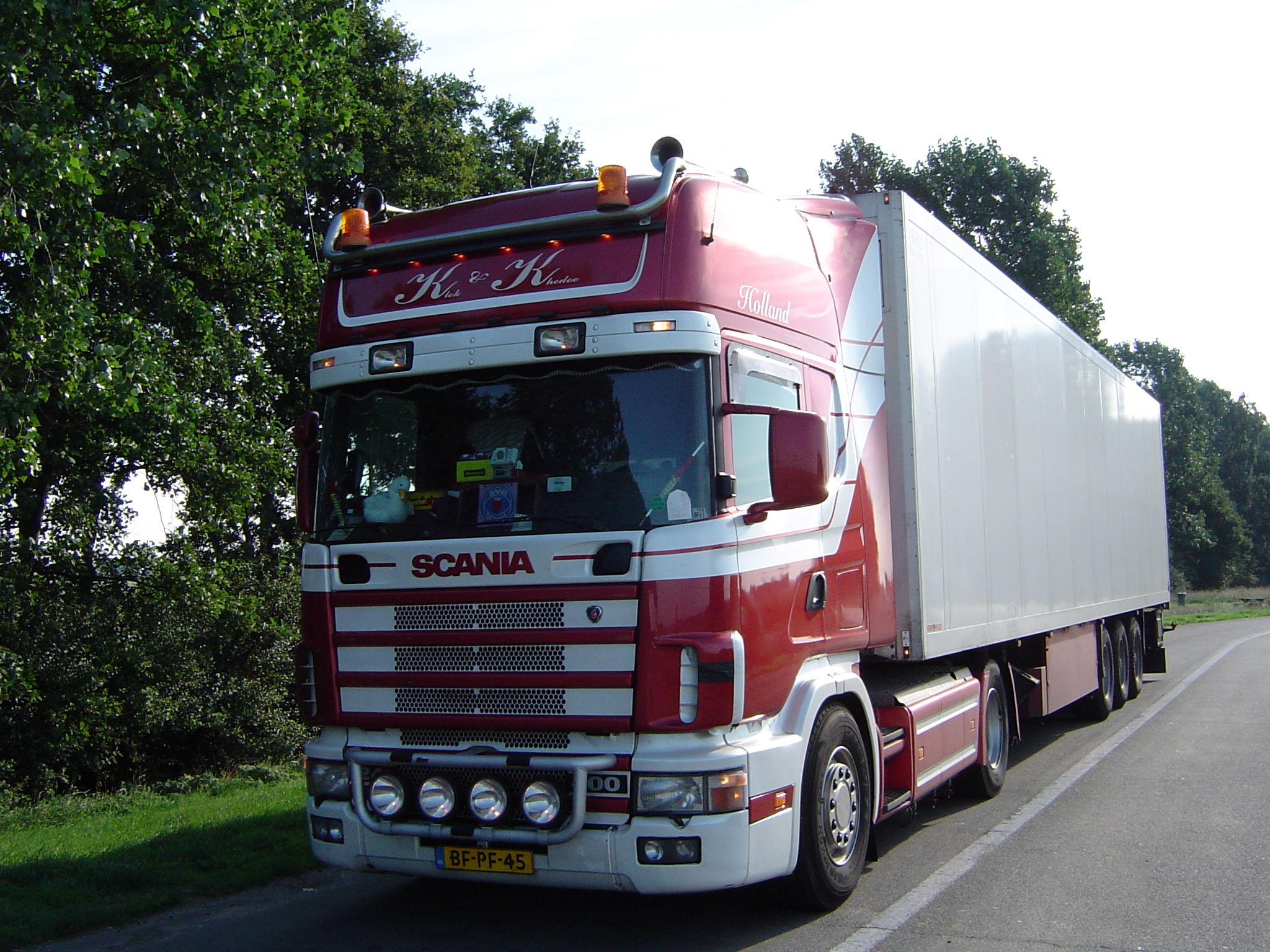
Een transportbedrijf is een commerciële dienstverlener.

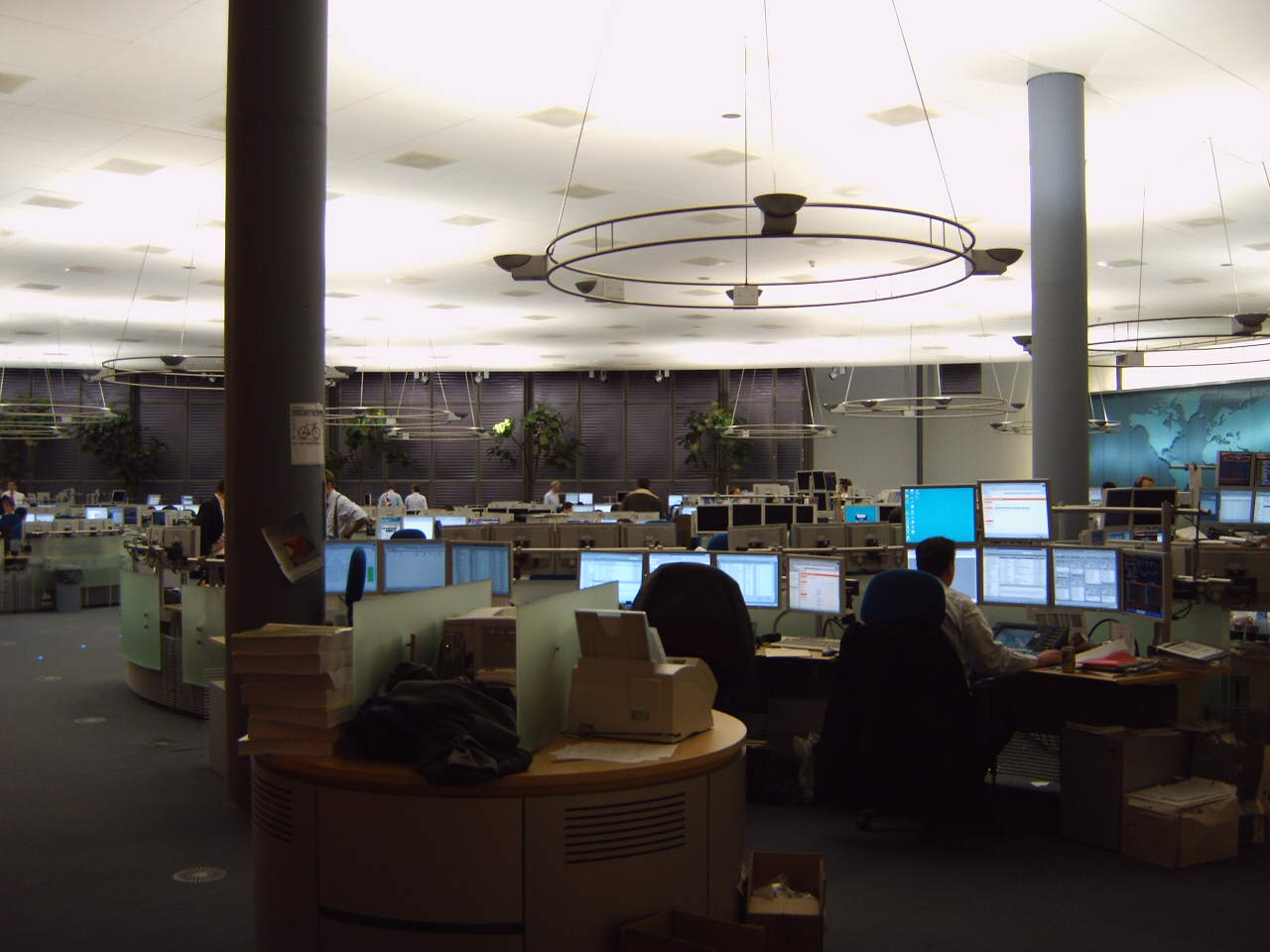
Dealingroom in een bank is onderdeel van de financiële dienstverlening

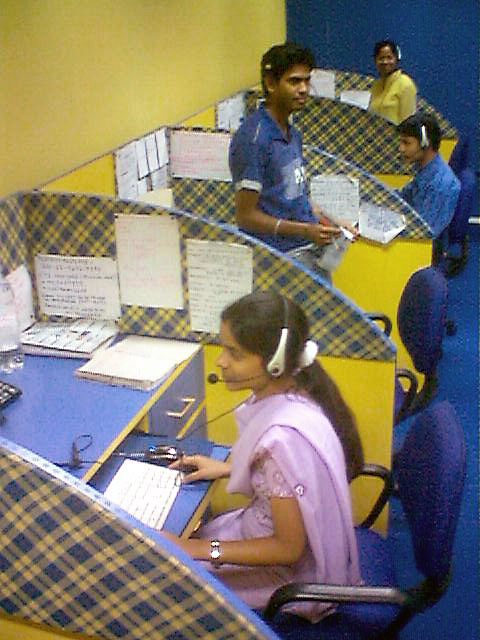
Callcenter in India, een vorm van zakelijke dienstverlening.

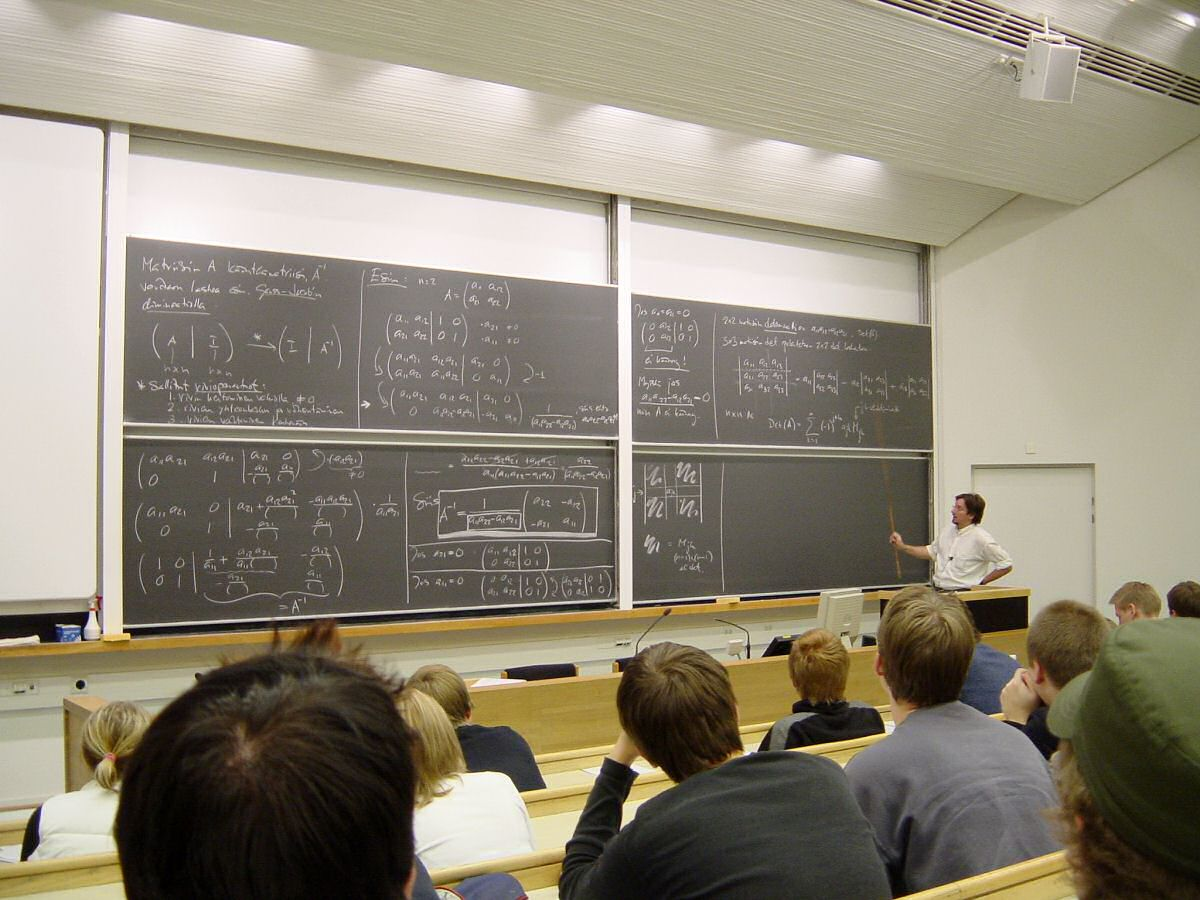
Onderwijs is een vorm van niet-commerciële dienstverlening

Dienstverlening is het leveren van een dienst of pakket van diensten aan een andere partij.

## Het begrip dienstverlening
Dienstverlening wordt door de Van Dale gedefinieerd als: "hulp die een persoon, instantie of onderneming biedt aan het publiek".
In de theorie en praktijk zijn er verschillende perspectieven op dienstverlening:
- In de meso-economie: door bijvoorbeeld het Centraal Bureau voor de Statistiek worden bedrijven getypeerd naar hun hoofdactiviteit. Zo wordt onderscheid gemaakt in landbouw, industrie en dienstverlening.
- De ondernemers verstaan onder dienstverlening ook wel de extra diensten of service, die zij aanbieden aan klanten[2] om bestaande klanten te binden en nieuwe klanten aan te trekken.
- Particulieren verstaan onder dienstverlening soms ook de nieuwe diensten, die bedrijven aanbieden ter vervanging van bestaande diensten, bijvoorbeeld internetbankieren.[2]

Een andere betekenis van het begrip dienstverlening is bijvoorbeeld
- Een straf van een aantal uren dienstverlening.

Dit artikel richt zich verder voornamelijk op dienstverlening in de macro/meso-economische betekenis.

## Wie zijn dienstverlener
De dienstverlenende partij is meestal een bedrijf, variërend van eenmansbedrijven tot grote ondernemingen met duizenden werknemers. Maar ook de overheid en semioverheid verlenen diensten, evenals particulieren in bijvoorbeeld het vrijwilligerswerk. Dienstverleners kunnen worden verdeeld in:
- commerciële dienstverleners, de tertiaire sector
- niet-commerciële dienstverlening, de quartaire sector.

## Aan wie leveren ze diensten
De diensten worden verleend aan particulieren, bedrijven en de (semi-)overheid.

## Economie
In de economische wetenschap wordt gesproken van:
- Goederen, alles wat in het economische verkeer een waarde bezit.
- Producten, alles wat op de markt kan worden aangeboden om aan een vraag te voldoen.

Zowel goederen als producten kunnen worden verdeeld in:
- Fysieke (tastbare) zaken
- Niet-fysieke zaken, oftewel diensten

In de economische wetenschap wordt meestal geen onderscheid gemaakt tussen fysieke en niet-fysieke goederen/producten. In het dagelijks spraakgebruik en in statistieken wordt dit onderscheid vaak wel gemaakt, waarbij fysieke zaken worden aangeduid met goed en niet-fysieke zaken met dienst.

## Vormen van dienstverlening
Er worden in de theorie en praktijk vele vormen van dienstverlening onderscheiden, zoals:
- Bancaire dienstverlening: geheel van diensten, dat banken aan consumenten en bedrijven biedt.
- Commerciële dienstverlening: geheel van dienstverlenende bedrijven met een winstoogmerk, ook tertiaire sector genoemd.
- Facilitaire dienstverlening: dienstverlening op het gebied van facilitaire zaken
- Financiële dienstverlening: geheel van diensten, dat financiële instellingen bieden, zoals banken en verzekeringsmaatschappijen.
- Gemeentelijke dienstverlening: geheel van dienstverlening van gemeente aan particulieren en bedrijven.
- IT of ICT-dienstverlening: dienstverlening op het gebied van Informatietechnologie IT of informatie- en communicatietechnologie (ICT)
- Juridische dienstverlening: dienstverlening op het gebied van juridische zaken
- Maatschappelijke dienstverlening: dienstverlening door maatschappelijke instanties, zoals jeugdzorg, en zorg voor dak- en thuislozen
- Medische dienstverlening: dienstverlening door medische instanties
- Niet-commerciële dienstverlening: geheel van dienstverlenende bedrijven zonder een winstoogmerk, ook quartaire sector genoemd.
- Openbare dienstverlening: dienstverlening door openbare instanties
- Publieke dienstverlening: dienstverlening aan het publiek, waarmee meestal de consumenten worden bedoeld
- Sociale dienstverlening: dienstverlening over sociale zaken in de regel aan particulieren, zoals thuiszorg, hulp aan minima, hulp voor oud-strijders etc.
- Sociaal juridische dienstverlening: dienstverlening op het gebied van de sociale wetgeving
- Zakelijke dienstverlening: dienstverlening aan bedrijven of een specifiek soort overige zakelijke dienstverlening van bedrijven,

En worden nog allerlei andere varianten gehanteerd, zoals: administratieve dienstverlening, ambulante dienstverlening, analytische dienstverlening, centrale dienstverlening, contractuele dienstverlening, digitale dienstverlening, educatieve dienstverlening, electorale dienstverlening, elektronische dienstverlening, elektrotechnische dienstverlening, front-office dienstverlening, gespecialiseerde dienstverlening , huishoudelijke dienstverlening, immateriële dienstverlening, informatie dienstverlening, interne dienstverlening, maritieme dienstverlening, morele dienstverlening, offshore dienstverlening, paranormale dienstverlening, persoonlijke dienstverlening, professionele dienstverlening, seksuele dienstverlening, technische dienstverlening, toeristische dienstverlening, voorwaardelijke dienstverlening, wederkerige dienstverlening, wetenschappelijke dienstverlening